# Madhoganj
Madhoganj là một thị xã và là một nagar panchayat của quận Hardoi thuộc bang Uttar Pradesh, Ấn Độ.

## Địa lý
Madhoganj có vị trí 27°07′B 80°09′Đ / 27,12°B 80,15°Đ Nó có độ cao trung bình là 131 mét (429 feet).

## Nhân khẩu
Theo điều tra dân số năm 2001 của Ấn Độ, Madhoganj có dân số 9861 người. Phái nam chiếm 54% tổng số dân và phái nữ chiếm 46%. Madhoganj có tỷ lệ 61% biết đọc biết viết, cao hơn tỷ lệ trung bình toàn quốc là 59,5%: tỷ lệ cho phái nam là 66%, và tỷ lệ cho phái nữ là 55%. Tại Madhoganj, 15% dân số nhỏ hơn 6 tuổi.